# Stachyurus chinensis
Stachyurus chinensis är en tvåhjärtbladig växtart som beskrevs av Adrien René Franchet. Stachyurus chinensis ingår i släktet Stachyurus och familjen Stachyuraceae.

## Underarter
Arten delas in i följande underarter:
- S. c. brachystachyus
- S. c. cuspidatus
- S. c. latus

## Bildgalleri

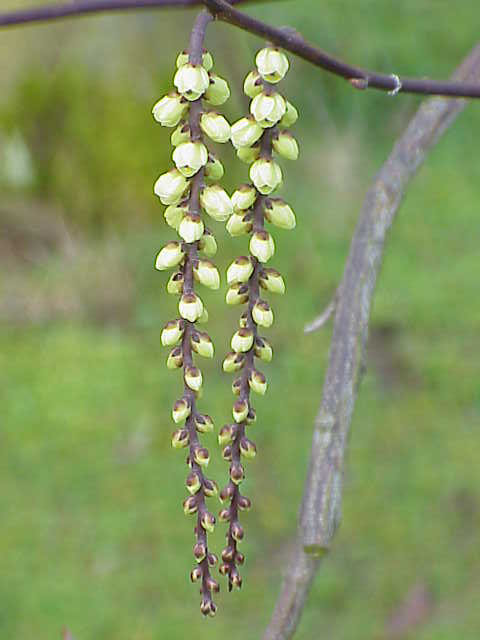
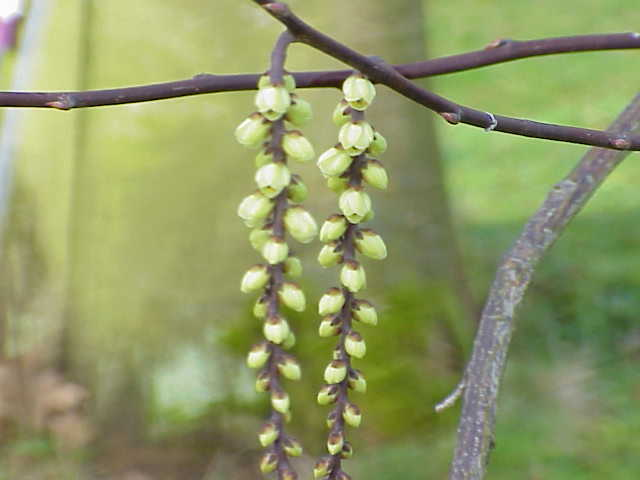
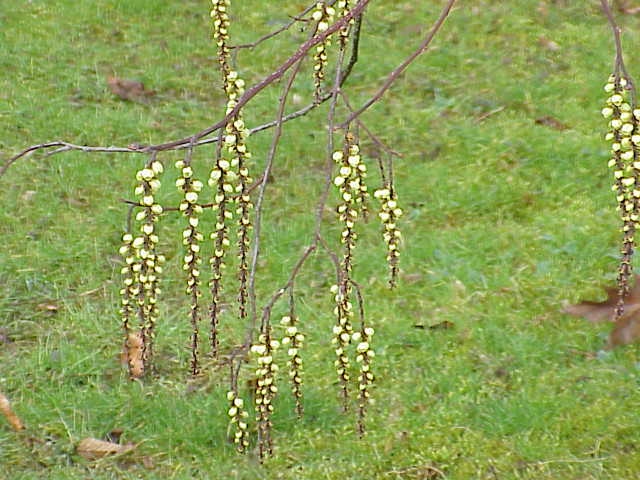
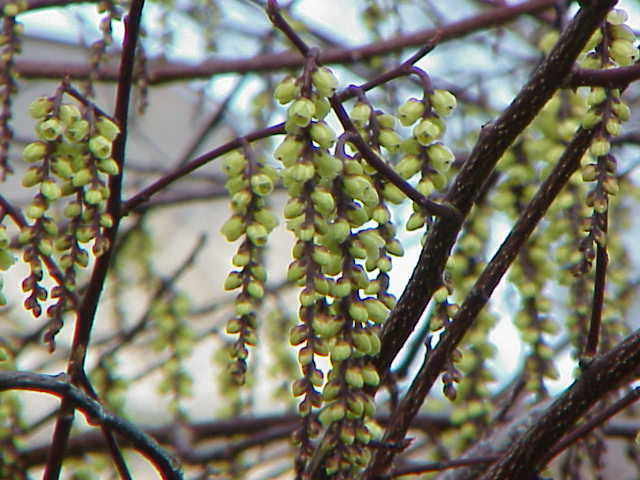